# الأكاديمية الأردنية للدراسات البحرية
الأكاديمية الأردنية للدراسات البحرية هي مؤسسة تعليمية خاصة تقع في عمان ، الأردن. تأسست في عام 2002 ، كما تمتلك شركة الجسر العربي للملاحة 30٪ من أسهم الأكاديمية . وقد بدأ العام الدراسي الأول في خريف عام 2004. وتمنح الأكاديمية شهادات الدراسات البحرية. وهي معتمدة من قبل السلطة البحرية الأردنية.
مدة الدراسة في الأكاديمية 4 سنوات مقسمة الى ثلاث مراحل (1- مرحلة دراسات أساسية / 2- تدريب بحري موجه / 3-دراسات تأهيلية)

## البرامج
- البرنامج التدريبي لموظف الملاحة [2]
- البرنامج التدريبي لموظف الهندسة[3]
- الهندسة الكهربائية البحرية[4]

## روابط خارجية
الأكاديمية الأردنية للدراسات البحرية